# Metal Gear Acid
Metal Gear Acid är ett turordningsbaserat strategispel och en spinoff på Konamis populära spelserie Metal Gear. Till skillnad från originalspelen, som är actionspel, har det här spelet kortbaserade strider.